# Pachypterygium multicaule
Pachypterygium multicaule là một loài thực vật có hoa trong họ Cải. Loài này được (Kar. & Kir.) Bunge mô tả khoa học đầu tiên năm 1843.